# William Hurlstone
William Hurlstone   (Londres, 7 de gener de 1876 - Londres, 30 de maig de 1906) Fou un compositor, pianista i professor de música londinenc.
Fou deixeble de C. V. Stanford en el Royal College of Music, va escriure, entre altres obres menys importants, unes Variacions sobre una melodia sueca, per a orquestra; un Concert de piano amb orquestra; la suite The Magic Mirror; una Sonata per a violoncel i piano; un Quartet de corda; un Quintet per a piano i instruments de vent; una Suite per a clarinet i piano, i nombrosos cançons.
Hurlstone pertany a l'escola nacionalista anglesa. La seva factura es força avançada, sense les exageracions modernistes, trobant-se fortament influïda per l'esperit popular.